# Rèquiem en re menor (Schumann)
El Rèquiem en re menor de Robert Schumann per a orquestra, cor i solistes, op. 148, és una missa de rèquiem que segueix el format litúrgic convencional. Fou compost el 1852 durant la seva estada a Düsseldorf i no va ser publicat fins al 1864.

## Origen i context
Schumann havia admirat molt el Rèquiem en do menor de Luigi Cherubini compost el 1816 a la memòria del rei Lluís XVI. El 1830, l'autor es declarava "religiós sense religió". El 1850 va escriure "el propòsit més elevat de l'artista és de posar tota la seva energia i coneixement al servei de la música religiosa". En aquesta composició es troben reminiscències de les seves obsessions sobretot a Qui Mariam, solo de mezzosoprano amb respostes dels instruments de corda. El passatge és molt addictiu perquè la pecadora Maria Magdalena apareix com una figura contraposada a Mignon.
L'interès de Schumann per la música sacra va tenir lloc al final dels seus dies. Molts estudiosos de la seva obra, afirmen que els seus treballs no pretenien servir la litúrgia, i que no són més religiosos que altres obres del compositor. Es deia que Schumann afirmava que "un componia un rèquiem, per a un mateix...". El 1852, és l'any en què es produeix la major part de la seva música litúrgica. Va ser el moment en què la seva creativitat estava començant a fallar i la seva ment comença a desintegrar-se -menys de dos anys més tard seria ingressat a l'asil on va morir- i fins i tot per als estàndards del darrer Schumann, no és una obra excepcional, amb l'escriptura invariable de la coral i pesats acompanyaments orquestrals. Això probablement explica per què el Rèquiem és tan poques vegades escoltat. Schumann va escriure el Rèquiem en re menor per ser un "company" de la seva Missa op. 147, i és una acceptació elegant i suau de la mort.

## Representacions
La primera part del Rèquiem va ser composta l'abril de 1852, i la seva primera representació va tenir lloc entre els dies 16 i 23 de maig d'aquest mateix any. L'opus és el nombre més alt en el catàleg de Schumann, ja que se suposa que el va escriure per a si mateix. No obstant això, l'obra va caure en l'oblit i no es va estrenar ni gravar fins al 1976. Anteriorment, el 1849, havia escrit el Rèquiem per Mignon, op. 98b.
L'obra, composta per nou moviments, s'obre amb unes tonalitats suaus i lentes. La interpretació del cor està acompanyada per riques i romàntiques harmonies. Les veus són per a quatre solistes, soprano, mezzosoprano, tenor i baix, i cor a quatre veus. La instrumentació és la d'una orquestra completa.

## Moviments
El Rèquiem consta de nou moviments:
1. Requiem aeternam
2. Te decet hymnus
3. Dies irae
4. Liber escriptus
5. Qui Mariam
6. Domine Jesu
7. Hostias
8. Sanctus
9. Benedictus[4]